# Очна ябълка
Очната ябълка (на латински: bulbus oculi) има трислойна обвивка, а вътрешността ѝ е заета от стъкловидно тяло.

## Външна обвивка
Външна (фиброзна или влакнеста) обвивка (на латински: tunica fibrosa bulbi) на окото – дели се на склера и роговица.
- Склерата представлява 5/6 от външната обвивка на окото. Изградена е от плътна влакнеста тъкан. Има бял цвят при младите и жълтеникав при възрастните хора. Не пропуска светлина, дебелината ѝ е от 0.5 до 1.5 мм. Най-дебела е в задната част на очната ябълка. Върху нея има отвори, през които преминават кръвоносни съдове и нерви. В задната си част, склерата преминава в т.нар. решетъчна пластинка. През отворите на тази пластинка влакната на зрителния нерв напускат очната ябълка. Склерата определя формата на окото и оказва механична защита на подлежащите тъкани. Към склерата са закрепени външните очни мускули.
- Роговицата представлява предната 1/6 от външната обвивка на очната ябълка. Обикновено тя е асферична, като хоризонталният размер е 11.5 мм, а вертикалният е 11 мм. Роговицата е вискоеластична, обикновено е прозрачна и гладка, няма кръвоносни съдове, храни се от съдовата мрежа, разположена около нея. Тя е силно изпъкнала, има радиус на кривината около 8 мм. Изградена е от пет слоя, част е от оптичната система на окото, пропуска и пречупва светлинните лъчи, защитава окото от UVB лъчите.

## Средна обвивка
Средната обвивка (на латински: tunica vasculosa bulbi) се нарича още увея или съдова обвивка. Състои се от три части: съдовица, ресничесто (или цилиарно) тяло и дъговица.
- Съдовицата е частта от съдовата обвивка, която се намира над склерата. Има малка дебелина – около 0.5 мм. Представлява тъмно кафява ципа, изградена е от кръвоносни съдове и силно пигментирана съединителна тъкан. Тя осигурява хранителни вещества за очната ябълка. С тъмния си цвят създава тъмна камера и регулира количеството светлина, което навлиза в окото през зеницата.

- Ресничестото тяло е продължение на съдовицата, намира се в предната част на окото. В него се намират цилиарните мускули, които с помощта на цилиарните нишки свиват и разпускат лещата на окото. Състои се от два слоя – вътрешен и външен. Външният слой е мускулен и е прилежащ към склерата, а вътрешният слой е съдов и е продължение на хориоидеята. Вътрешната повърхност на цилиарното тяло е силно нагъната, от малките израстъци на ресничестото тяло се отделя вътреочна течност.

- Дъговицата представлява индивидуално оцветен диск с отвор в средата наречен зеница (пупила). Състои се от два слоя – преден (изграден от кръвоносни съдове и съединителна тъкан) и заден (продължение на вътрешната обвивка на окото). Предната, видна повърхност на ириса не е гладка, тя има определен релеф. Върху предната повърхност се различават по-светла и по-тъмна част. В ириса се намират два мускула, единият свива зеницата, другият я разширява. Чрез зеницата се регулира количеството светлина, което влиза в окото.

## Вътрешна обвивка
Вътрешната обвивка (на латински: tunica interna bulbi) на окото се нарича ретина. Тя се намира под съдовата обвивка. Разделя се на оптична и сляпа част. Оптичната част е тази върху която се получават изображенията, т.е. функционално активната част. Сляпата част на ретината лежи и се намира под ресничестото тяло. От друга страна вътрешната обвивка се разделя на два слоя – вътрешен и външен. Външният слой се нарича пигментен слой, той е плътно свързан с хориоидеята, играе важна роля в процеса на гледането. Вътрешният пласт се нарича ретина и представлява прозрачна, гладка, много тънка ципа.